# Fabio Tatsubô
Fabio Tatsubô é um quadrinista brasileiro. Trabalha com quadrinhos desde 1991, produzindo principalmente materiais de cunho histórico e institucional. Foi subeditor da revista Mangá Kids e publicou revistas como Darumá Zine, Receptação é Crime!, Mar Doce Mar, Okinawa Te - Mãos de Okinawa, Turma da Cidadania, entre outras. Em 2001, recebeu o Troféu HQ Mix na categoria "Valorização da HQ" por seu projeto 500 anos de Brasil em Quadrinhos. Foi coordenador da Gibiteca Bigail, em São Vicente, no período de 2000 a 2006, e da Gibiteca de Santos de 2013 a 2017. Devido a esta última atividade, ganhou em 2018 o Troféu Jayme Cortez, categoria do Prêmio Angelo Agostini destinada a pessoas que fizeram grandes contribuições para os quadrinhos brasileiros.